# Pacho
Pacho là một khu tự quản thuộc tỉnh Cundinamarca, Colombia. Thủ phủ của khu tự quản Pacho đóng tại Pacho Khu tự quản Pacho có diện tích ki lô mét vuông. Đến thời điểm ngày 28 tháng 5 năm 2005, khu tự quản Pacho có dân số 23227 người.